# 17 december
17 december är den 351:a dagen på året i den gregorianska kalendern (352:a under skottår). Det återstår 14 dagar av året.

## Återkommande bemärkelsedagar

### Nationaldagar
- Bhutans nationaldag

### Övrigt
- Internationella dagen för avskaffandet av våld mot sexarbetare

## Namnsdagar

### I den svenska almanackan
- Nuvarande – Stig
- Föregående i bokstavsordning
  - Ignatius – Namnet fanns, till minne av en syrisk biskop i Antiochia, Ignatios av Antiochia, som 107 blev kastad för lejonen på cirkus, på dagens datum före 1901, då det utgick.
  - Ilona – Namnet infördes på dagens datum 1986, men utgick 1993.
  - Inge – Namnet infördes på dagens datum 1901, men flyttades 2001 till 11 februari.
  - Ingemund – Namnet infördes 1901 på 7 april, men flyttades 1993 till dagens datum och 2001 till 2 april.
  - Irmeli – Namnet infördes på dagens datum 1986, men utgick 1993. 2001 återinfördes det på 7 april, men i den längre formen Irmelin.
  - Stig – Namnet infördes 1986 på 13 september, men flyttades 1993 till 14 december och 2001 till dagens datum.
- Föregående i kronologisk ordning
  - Före 1901 – Ignatius
  - 1901–1985 – Inge
  - 1986–1992 – Inge, Ilona och Irmeli
  - 1993–2000 – Inge och Ingemund
  - Från 2001 – Stig
- Källor
  - Brylla, Eva (red.). Namnlängdsboken. Gjøvik: Norstedts ordbok, 2000 ISBN 91-7227-204-X
  - af Klintberg, Bengt. Namnen i almanackan. Gjøvik: Norstedts ordbok, 2001 ISBN 91-7227-292-9

### Finlandssvenska almanackan
- Nuvarande från 1929[1] – Rakel
- I föregående revideringar[a][2]
  - inga ändringar sedan 1929

## Händelser
- 497 f.Kr. – Ett tempel till guden Saturnus ära invigs i Rom.
- 283 – Sedan Eutychianus har avlidit den 7 december väljs Gajus till påve.
- 1066 – Edgar den fredlöse avsäger sig den engelska tronen, till förmån för Vilhelm Erövraren, som kröns en vecka senare.
- 1903 – Bröderna Wright (Orville Wright och Wilbur Wright) genomför den första lyckade luftfärden med ett flygplan, i Kitty Hawk, North Carolina, USA.[3]
- 1918 – Riksdagen beslutar att införa allmän och lika rösträtt för svenska medborgare oavsett kön och inkomst i kommunalval.[4]
- 1946 – Kurdistans flagga hissas för första gången i staden Mahabad i östra Kurdistan (Iran). Denna dag är Kurdistans flaggas dag.
- 1951 – Den svenska filmen Hon dansade en sommar har premiär och blir en stor världssuccé.
- 1969 – Amerikanska flygvapnet meddelar att dess undersökningar inte har gett några bevis för utomjordiska farkoster.
- 1970
  - Kravaller i den polska staden Gdynia leder till massaker på varvsarbetare.
  - Sverige utfärdar lagen om husligt arbete för husligt anställda, som från den 1 juli 1971 ersätter hembiträdeslagen från 1944.[5]
- 1973 – American Psychiatric Association tar bort homosexualitet från sin lista över mentala sjukdomar.
- 1974 – Ingemar Stenmark vinner sin första världscupseger i Madonna di Campiglio.
- 1975 – Lynette Alice Fromme döms i Sacramento, Kalifornien, till livstids fängelse för mordförsök på president Gerald Ford.
- 1989 – Det första avsnittet av humorserien Simpsons sänds på Fox i USA.
- 2003
  - Nya[förtydliga] Arlanda flygplats utanför Stockholm invigs av statsrådet Ulrica Messing.
  - Preem köper Norsk Hydros 25-procentiga andel i Preemraff Lysekil och äger därmed hela raffinaderiet.
- 2010 – Arabiska våren inleds i Tunisien

## Födda
- 1706 – Émilie du Châtelet, fransk matematiker, fysiker och författare.
- 1734 – Maria I av Portugal, regerande drottning av Portugal 1777–1816.
- 1770 – Ludwig van Beethoven, tysk kompositör (eller 16 december).
- 1774 – Littleton Waller Tazewell, amerikansk politiker, senator (Virginia) 1824–1832.
- 1778 – Humphry Davy, brittisk kemist, upptäckare av flera alkalimetaller.
- 1789 – Clement Comer Clay, amerikansk demokratisk politiker, guvernör i Alabama 1835–1837.
- 1794 – Amos Nourse, amerikansk republikansk politiker och professor, senator (Maine) 1857.
- 1798 – Julius Converse, amerikansk politiker, guvernör i Vermont 1872–1874.
- 1801 – Étienne Garnier-Pagès, fransk politiker.
- 1807 – John Greenleaf Whittier, amerikansk psalmdiktare, journalist, kväkare och bekämpare av slaveriet.
- 1824 – John Kerr, skotsk fysiker.
- 1825 – Karl Theodor Keim, tysk protestantisk teolog.
- 1830 – Jules Huot de Goncourt, fransk skriftställare.
- 1842 – Marius Sophus Lie, norsk matematiker.
- 1853 – Henric Westman, svensk godsägare, donator.
- 1861 – Axel Lundegård, svensk författare.
- 1863 – Gunnar G:son Wennerberg, svensk konstnär.
- 1873 – Ford Madox Ford, brittisk författare.
- 1874 – William Lyon Mackenzie King, tionde premiärministern i Kanada.
- 1883 – Anders Hellquist, svensk skådespelare, direktör och vissångare.
- 1891 – Ola Persson, svensk flottningsarbetare och riksdagspolitiker (kommunist).
- 1893 – Erwin Piscator, tysk filmregissör.
- 1894 – Hans Henny Jahnn, tysk dramatiker, essäförfattare, orgelbyggare, hästuppfödare.
- 1895 – Guido Valentin, svensk journalist, redaktör, tidningsman, författare och manusförfattare.
- 1897 – Alice Lyttkens, svensk författare.
- 1903 – Erskine Caldwell, amerikansk författare.
- 1904 – Bernard Lonergan, kanadensisk jesuit och religionsfilosof.
- 1906 – Bede Griffiths, brittisk benediktinmunk verksam i Indien.
- 1908 – Willard Frank Libby, amerikansk fysiker och kemist, uppfinnare av radiokoldatering, mottagare av Nobelpriset i kemi 1960.
- 1921
  - Elsie Albiin, svensk skådespelare.
  - Kerstin Sundmark, svensk kompositör och sångtextförfattare.
- 1923 – Jürgen Ponto, tysk bankchef.
- 1925 – Carl Bernström svensk skådespelare född i Västerås.
- 1926 – Rolf Carlsten, svensk artist, regissör och skådespelare.
- 1936
  - Tommy Steele, brittisk sångare.
  - Franciskus, påve.
- 1939 – Eddie Kendricks, amerikansk musiker (The Temptations).
- 1942 – Paul Butterfield, amerikansk musiker, bluessångare.
- 1944
  - Bernard Hill, brittisk skådespelare.
  - Björn Lönnqvist, svensk illusionist, konstnär, föreläsare och rekvisitör med artistnamnet Johnny Lonn.
- 1945 – Jacqueline Wilson, engelsk författare.
- 1953 – Bill Pullman, amerikansk skådespelare.
- 1970 – Staffan Andersson, svensk gitarrist i exempelvis Lars Winnerbäcks gamla kompband Hovet (musikgrupp).
- 1971 – Claire Forlani, brittisk skådespelare.
- 1973 – Paula Radcliffe, brittisk friidrottare, långdistanslöpare.
- 1974
  - Sarah Paulson, amerikansk skådespelare.
  - Giovanni Ribisi, amerikansk skådespelare.
- 1975
  - Milla Jovovich, rysk-amerikansk skådespelare och fotomodell.
  - Pasi Nurminen, finländsk ishockeyspelare.
- 1977 – Samuel Påhlsson, svensk ishockeyspelare.
- 1978 – Manny Pacquiao, filippinsk boxare.
- 1979 – Polly Kisch, svensk skådespelare.
- 1980 – Erik Lee, svensk operasångare.
- 1983 – Sébastien Ogier, fransk rallyförare.
- 1994 – Nat Wolff, amerikansk skådespelare.

## Avlidna
- 1187 – Gregorius VIII, född Alberto de Morra, påve sedan 25 oktober detta år.
- 1263 – Håkon Håkonsson, kung av Norge sedan 1217 (möjligen död även 15 eller 16 december).
- 1639 – Nils Turesson Bielke, svenskt riksråd.
- 1830 – Simón Bolívar, (”El Libertador”), sydamerikansk general och nationalist.
- 1833 – Kaspar Hauser, tyskt legendomspunnet hittebarn.
- 1847 – Napoleon II, titulärkejsare av Frankrike 22 juni–7 juli 1815.
- 1860 – Desideria, drottning av Sverige och Norge 1818–1844, gift med Karl XIV Johan.
- 1870 – Saverio Mercadante, italiensk kompositör.
- 1875 – Anne-Malène Piper, svensk grevinna och hovfunktionär. Grevinna på Ängsö slott i Västmanland.
- 1877 – Johan Erik Rydqvist, kunglig bibliotekarie, ledamot av Svenska Akademien.
- 1907 – Lord Kelvin, brittisk fysiker.
- 1909 – Leopold II av Belgien, kung av Belgien 1865–1909.
- 1917 – Elizabeth Garrett Anderson, den första kvinnliga läkaren i England.
- 1920 – Arthur Thesleff, 49, finländsk botaniker.
- 1926 – Lars Magnus Ericsson, grundare av LM Ericsson, numera Ericsson.
- 1930 – Frank L. Greene, amerikansk republikansk politiker, senator (Vermont) 1923–1930.
- 1944 – Hilda Maria Pihlgren, Pila-Britta, legendarisk barnmorska i Västerås.
- 1954 – Olga Hellquist, svensk skådespelare.
- 1957 – Dorothy L. Sayers, brittisk författare.
- 1964 – Victor F. Hess, österrikisk-amerikansk fysiker, mottagare av Nobelpriset i fysik 1936.
- 1966 – Gösta Ström, svensk skådespelare och inspicient.
- 1975 – Hound Dog Taylor, amerikansk bluesgitarrist och sångare.
- 1978 – Per Björkman, svensk skådespelare.
- 1980 – Oskar Kummetz, tysk sjömilitär, generalamiral 1944.
- 1982 – Homer S. Ferguson, amerikansk republikansk politiker, diplomat och jurist, senator (Michigan) 1943–1955.
- 1984 – Sonja Ferlov, dansk skulptör.
- 1985 – Åke Wihlney, svensk tv-profil.
- 1992 – Dana Andrews, amerikansk skådespelare.
- 1993 – Hilding Hagberg, svensk politiker, ordförande för Sveriges kommunistiska parti 1951–1964.
- 1999 – Grover Washington Jr., afroamerikansk saxofonist.
- 2009
  - Amin al-Hafez eller Al-Hafiz, 88, syrisk politiker, president 1963–1966.
  - Jennifer Jones, 90, amerikansk oscarsbelönad skådespelare, Sången om Bernadette, Skyskrapan brinner!.
- 2011
  - Kim Jong-il, 69 eller 70, Nordkoreas diktator 1994–2011.
  - Cesária Évora, 70, kapverdiansk sångare.
- 2012
  - Daniel Inouye, 88, amerikansk politiker, senator (Hawaii) sedan 1963 och senatens tillförordnade ordförande 2010–2012.
  - Arnaldo Mesa, 45, kubansk olympisk boxare. (Stroke)
- 2016 – Bengt Schött, 89, svensk skådespelare.
- 2020 – Pelle Svensson, 77, svensk brottare och advokat.

### Fotnoter
1. ↑  ”Universitetets namnsdagsalmanacka - Universitetets almanacksbyrå”. almanakka.helsinki.fi. Helsingfors universitet. https://almanakka.helsinki.fi/sv/kalender-2025/. Läst 22 februari 2025.
2. ↑  ”Namnsdagsrevideringar - Universitetets almanacksbyrå”. almanakka.helsinki.fi. Helsingfors universitet. https://almanakka.helsinki.fi/sv/namnsdagar/namnsdagsrevideringar.html. Läst 3 oktober 2020.
3. ↑  ”Telegram from Orville Wright in Kitty Hawk, North Carolina, to His Father Announcing Four Successful Flights, 1903 December 17”. World Digital Library. 17 december 1903. http://www.wdl.org/en/item/11372/. Läst 22 juli 2013.
4. ↑  https://www.regeringen.se/pressmeddelanden/2018/10/tillfallig-flaggdag-uppmarksammar-inforandet-av-allman-rostratt/
5. ↑  Sveriges riksdag 1970 – Lag om husligt arbete